# Antônio Carlos Konder Reis
Antônio Carlos Konder Reis (Itajaí, Santa Catarina; 16 de diciembre de 1924-ibídem, 12 de junio de 2018) fue un político brasileño, gobernador de Santa Catarina en dos ocasiones. Nieto de Adolfo Konder que también ocupó la máxima magistratura del estado. Perteneció a la Unión Democrática Nacional, al ARENA y al Partido Progresista.
Fue diputado en la Asamblea Legislativa de Santa Catarina en la primera y segunda legislatura (de 1947 a 1955), elegido por la Unión Democrática Nacional. De 1955 hasta 1959 fue diputado federal y luego senador (1963 - 1975). Ese año se convirtió en gobernador de Santa Catarina al ser nombrado por el régimen militar. En 1979 le sucedería en el cargo su primo Jorge Bornhausen.
En 1991 fue elegido vicegobernador acompañando la candidatura de Vilson Pedro Kleinübing. En 1994 Kleinübin dimitió permitiendo a Konder Reis ocupar de nuevo el puesto de gobernador hasta que Paulo Afonso Vieira asumió su cargo en enero de 1995.